# Theodor Escherich
Theodor Escherich (29 de noviembre de 1857 – 15 de febrero de 1911) fue un pediatra y profesor austroalemán que trabajó en universidades en Múnich, Graz y Viena. Es famoso por descubrir en 1885 la bacteria Escherichia coli,  bautizada así en su honor póstumamente en 1919. Nació en Ansbach, Reino de Baviera, y murió en Viena, Austria-Hungría.

## Vida
Theodor Escherich recibió su doctorado en medicina en 1881. Inicialmente se dedicó al estudio de la bacteriología descubriendo la Escherichia coli en 1885.
En 1890 Escherich se convirtió en profesor de pediatría en la Universidad Karl-Franz de Graz, y en 1894 en el tercer ordentliche Professor (catedrático) en esta área de la medicina.
En 1902 fue profesor de pediatría en Viena, donde dirigió el St.-Anna-Kinderspital (Hospital de niños de Santa Ana).